# Cherokee megye (Oklahoma)
Cherokee megye az Amerikai Egyesült Államokban, azon belül Oklahoma államban található. Megyeszékhelye és legnagyobb városa Tahlequah. Lakosainak száma 47 078 fő (2020. április 1.). Cherokee megye Delaware, Adair, Sequoyah, Mayes, Muskogee és Wagoner megyékkel határos.

## Népesség
A megye népességének változása:
| Lakosok száma | 47 146 | 47 734 | 48 049 | 48 017 | 48 447 | 47 078 |
|               | 2010   | 2011   | 2012   | 2013   | 2015   | 2020   |